# Olpium vanharteni
Espèce
Olpium vanharteni est une espèce de pseudoscorpions de la famille des Olpiidae.

## Distribution
Cette espèce est endémique de Socotra au Yémen.

## Étymologie
Cette espèce est nommée en l'honneur d'Anthony van Harten.

## Publication originale
- Mahnert, « Pseudoscorpions (Arachnida: Pseudoscorpiones) of the Socotra Archipelago, Yemen. », Fauna of Arabia,, vol. 23 ,‎ 2007, p. 271-307.